# Markustjärnet
Markustjärnet är en sjö i Arvika kommun i Värmland och ingår i Göta älvs huvudavrinningsområde. Sjöns area är 0,022 kvadratkilometer och den befinner sig 227 meter över havet.